# Alexa Szvitacs
Alexa Szvitacs, née le 1er août 1990, est une pongiste handisport hongroise concourant en classe 9. Après plusieurs années chez les valides, elle se tourne vers le handisport en 2019 et est médaillée de bronze pour ses premiers Jeux en 2021.

## Biographie
En août 2018, victime d'une forte fièvre et de nausée, elle est transportée d'urgence à l'hôpital à Debrecen où lui est diagnostiquée un syndrome du choc toxique. Pour la sauver, elle doit subir l'amputation de son avant-bras gauche et de tous ses orteils.
Lors de ses premiers Jeux paralympiques en 2021, elle remporte la médaille de bronze en classe 9.

## Palmarès

### Jeux paralympiques
- médaille de bronze en individuel classe 9 aux Jeux paralympiques d'été de 2020 à Tokyo